# Dolmen von Castelló

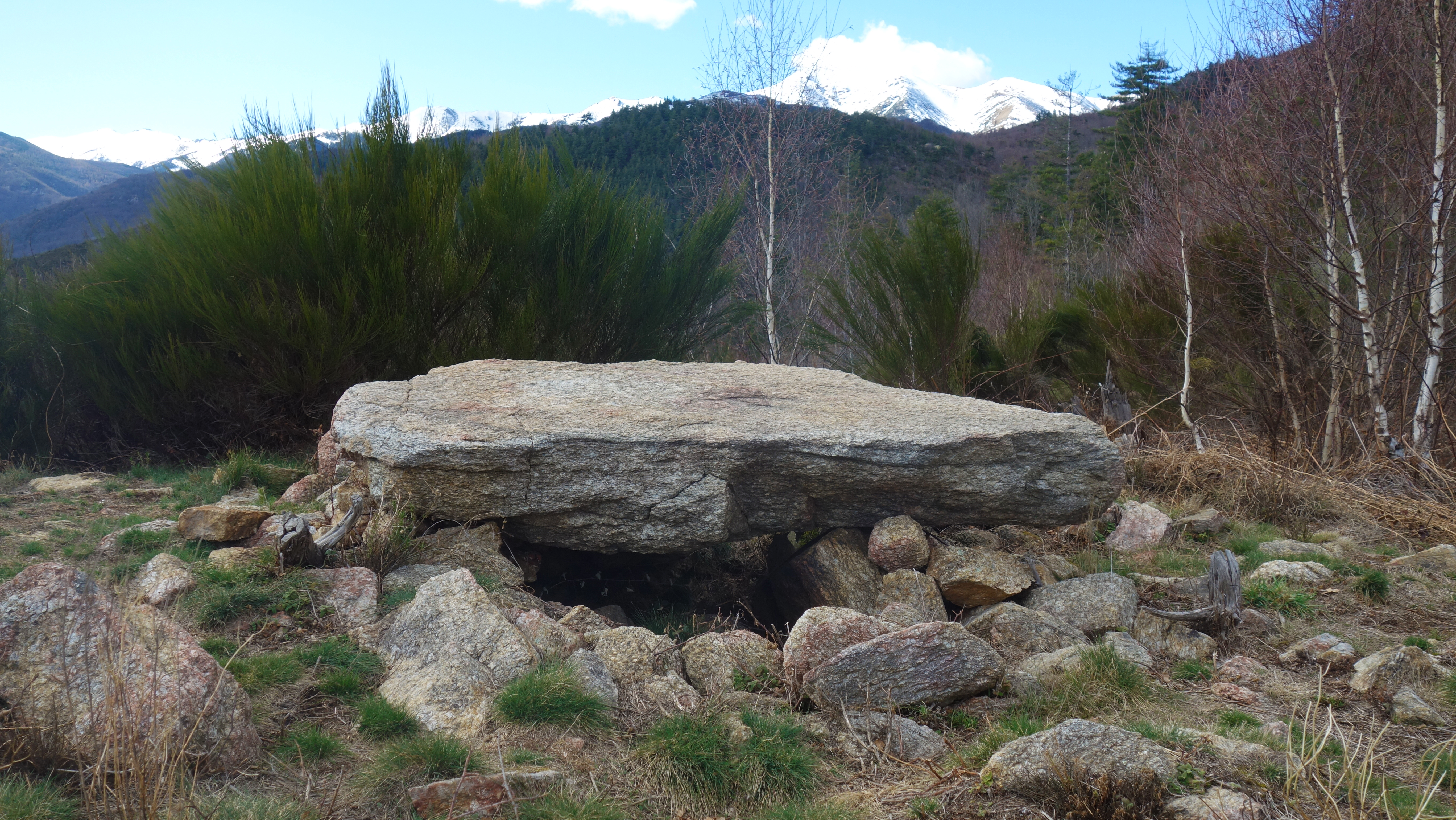
Dolmen von Castelló

Der Dolmen von Castelló befindet sich in der Nähe des Col de Castelló,  nordwestlich von Prats-de-Mollo-la-Preste im oberen Vallespir im Département Pyrénées-Orientales in Frankreich. Dolmen ist in Frankreich der Oberbegriff für neolithische Megalithanlagen aller Art (siehe: Französische Nomenklatur).
Der Dolmen besteht aus einem großen trapezoiden Deckstein, der von Steinpaketen, in geringer Höhe über dem Boden liegend gestützt wird.
Der erste entdeckte Dolmen im Vallespir war die Caixa von Rotllan im Nachbarort Arles-sur-Tech. Sie wurde bereits 1837 von Marie-Luise Renard de Saint-Malo (1812–1882) als „Druidendenkmal“ ausgewiesen. 1958 entdeckten Pierre Ponsich (1912–1999) und Jean Abélanet in Montbolo einen neuen Dolmen. Ab diesem Datum wurde die Liste des Vallespir um sechs Dolmen erweitert, darunter 2011 als letzter der Dolmen von Castelló. Das Vallespir scheint Forscher weniger anzuziehen als das Conflent oder die Cerdagne.
In der Nähe liegt ein alter, den Heiligen Justa und Rufina gewidmeter Bildstock.